# Neulliac

Neulliac este o comună în departamentul Morbihan, Franța. În 1 ianuarie 2022 avea o populație de 1.476 de locuitori.